# Alcool polyvinylique
L'alcool polyvinylique ou poly(alcool vinylique) (PVAL) — (CH2CHOH)n — est un polymère obtenu par hydrolyse alcaline (soude, potasse) de l'acétate de polyvinyle –(CH2CHOAc)n–.
L'alcool vinylique n'est pas isolable car il s'isomérise en acétaldéhyde ou éthanal CH3CHO (équilibre céto-énolique). Par contre, l'acétate de vinyle CH2=CHOAc est parfaitement isolable et peut polymériser, principalement par une réaction de type radicalaire.
En présence d’alcool polyvinylique et de borate de sodium (à partir du borax Na2B4O7,10 H2O dissous dans l’eau), on obtient un gel gluant, viscoélastique nommé "slime".
L'alcool polyvinylique est utilisé entre autres dans les films hydrosolubles encapsulant les tablettes pour lave-vaisselle et les dosettes de lessive.

## Synthèse
L'alcool polyvinylique est obtenu par hydrolyse du poly(acétate de vinyle) –(CH2CHOAc)n–, à la différence des autres polymères vinyliques, qui se forment à partir de leur monomère correspondant. Ceci étant dû au fait que son monomère, l'alcool vinylique est moins stable que sa forme tautomère, l'éthanal.

## Propriétés
L'alcool polyvinylique peut former un film régulier, autour d'un moule par exemple. Il peut donc être utilisé comme agent de démoulage ou comme bouche-pores. Il possède également d'excellentes propriétés adhésives et émulsifiante. Il résiste aux huiles et aux graisses. Le PVAl résiste aux flexions et peut servir de barrière aux arômes et même aux gaz tels l'oxygène.

## Utilisation
La principale utilisation de l'alcool polyvinylique est la synthèse du poly(butyral vinylique) (PVB), qui sert principalement à assembler les verres. L'alcool polyvinylique est souvent utilisé dans les colles ou dans la peinture. En Europe, il sert principalement comme agent de démoulage ou encore dans l'agroalimentaire pour ses propriétés de conservation. Aux États-Unis, il est utilisé comme agent fixant dans le textile et dans l'industrie de la papeterie. Aussi, il est un composant des balles de golfs dites "solubles". 
L'alcool polyvinylique est repris comme additif dans l'alimentation industrielle, sous le code (dit numéro SIN) E1203.
Étant soluble dans l'eau, le PVA a été utilisé pour des produits « jetables » tels les fume-cigarettes, les tees de golf ou les sachets en plastique. Cette solution est faussement écologique car, dissous dans l'eau, l'alcool polyvinylique pollue la nappe phréatique (cf. infra).
En impression hydrographique, le film sur lequel est imprimé le motif est généralement en PVA.
Il existe également des filaments de support à base de PVA pour impression 3D par dépôt de matière fondue (FDM); le but est de soutenir le matériau principal (en principe du PLA, pour des raisons de compatibilité de température de fusion) lors de l'impression de pièces complexes avec des porte-à-faux trop importants (angle supérieur à environ 45%).

## Production et consommation
Le plus gros producteur d'alcool polyvinylique est la Chine qui produit 45 % de la consommation mondiale (l'Asie totalise 76 % de la production). Viennent ensuite les États-Unis, le Japon et l'Europe. La plus grosse entreprise productrice[Laquelle ?] totalise 16 % de la production mondiale.
En 2006, un million de tonnes d'alcool polyvinylique étaient produites chaque année et la production est en constante augmentation (3 % chaque année, évolution estimée jusqu'en 2011)[réf. nécessaire]. Les États-Unis, l'Europe et le Japon sont les principaux consommateurs, derrière la Chine.

## Impact environnemental
L'alcool polyvinylique n'est pas éliminé dans les stations d'épuration des eaux usées. Selon une étude, 61 % subsisterait dans les boues et 16 % en phase aqueuse. Leur impact sur l'environnement n'est pas connu mais pourrait être problématique notamment du fait de la captation de métaux lourds ou d'autres contaminants hydrophiles.
Il existe des bactéries en mesure de le dégrader, mais celles-ci ne sont pas communes dans l'environnement et sont souvent strictement présentes dans les milieux contaminés au PVA.

## Commerce
La France, en 2014, est nette importatrice d'alcool polyvinylique, d'après les douanes françaises. Le prix à la tonne à l'import était d'environ 1 800 €.